# Patricia Dench
Patricia Dench (n. 8 martie 1932) este o trăgătoare de tir ce a reprezentat Australia, medaliată olimpică. A participat la o ediție a Jocurilor Olimpice (1984) în care a câștigat o medalie de bronz.